# (74399) 1998 XR73
(74399) 1998 XR73 – planetoida z pasa głównego asteroid okrążająca Słońce w ciągu 4,59 lat w średniej odległości 2,76 j.a. Odkryta 14 grudnia 1998 roku.